# Bründlbach
Der Bründlbach ist ein Bach im Grazer Bezirk Straßgang.
Der Bach entspringt als Karstquelle in der Eisbründlhöhle am Osthang des Buchkogels direkt neben der südlichen Notausfahrt des Plabutschtunnels. Die Quelle ist gefasst und mit einem Gitter versperrt.
Der Bründlbach speist im Oberlauf die Bründlteiche, drei im 19. Jahrhundert von Mönchen als Fischteiche angelegte und seit 1990 geschützte Stillgewässer. Diese sind ein wertvolles innerstädtisches Biotop und mit dem umgebenden Wald ein beliebtes Naherholungsgebiet für Graz. Der Bründlbach liegt am Naturlehrpfad Schloss St. Martin. 
Der Mittellauf wurde 2012 durch ein Rückhaltebecken verbaut. Ab Höhe Krottendorfer Straße ist der Bach verrohrt und der Unterlauf ist dadurch häufig ausgetrocknet. Ab der Krottendorfer Straße verläuft das Bachbett weiter Richtung Südosten durch das Areal der Gablenzkaserne bis zur Straßganger Straße, wo die Einmündung in das Kanalsystem erfolgt.